# Megadytes glaucus
Megadytes glaucus es una especie de escarabajo de la familia Dytiscidae.

## Descripción
Megadytes glaucus puede alcanzar una longitud de aproximadamente 30 milímetros (3 cm). El color básico de su cuerpo es oscuro reluciente. Estos escarabajos son ovalados, aplanados y ágiles ya que sus cuerpos se adaptaron para la vida acuática. Cuando están en ella, es frecuente que suban a la superficie en busca de aire que almacenan en una burbuja de aire bajo sus élitros. Sus patas traseras están adaptadas para nadar bajo el agua.

## Distribución
Esta especie puede ser encontrada en Argentina, Uruguay y Chile.